# Kenneth Gould
Kenneth Gould (Rockford, Illinois, 1967. május 11. –) amerikai ökölvívó.

## Amatőr eredményei
- 1986-ban világbajnok váltósúlyban.
- 1987-ben aranyérmes a pánamerikai játékokon váltósúlyban.
- 1988-ban bronzérmes az olimpián váltósúlyban.

## Profi karrierje
1988 és 1993 között 28 profi mérkőzést vívott, amiből 26-ot nyert meg és kettőt vesztett el.